# Cornelia Essner
Cornelia Essner-Conte (nacida 1954 en Cuxhaven) es una alemana historiadora que se ocupa especialmente de la época nacionalsocialista y de las época colonial.

## Vida y obra
Cornelia Essner nació en Cuxhaven en 1954. En 1972 obtuvo el bachillerato en el instituto humanístico femenino de Bonn. En la Freie Universität Berlin estudió historia, geografía, etnología y estudios de la América antigua. Essner vive en Berlín. Tiene dos hijas y una nieta.

### Investigación sobre la historia colonial
En la década de 1980, gracias a la financiación alemana para estudios de posgrado, Essner trabajó sobre Los viajeros africanos alemanes en el siglo XIX, confrontando el mito del aventurero con una biografía colectiva. En 1985 se doctoró con esta tesis en la Universidad Libre de Berlín bajo la dirección de Michael Erbe en el Departamento de Historia. De 1984 a 1988 fue ayudante de investigación en la Universidad Libre de Berlín en el Departamento de Ciencias Políticas, División de Política Internacional (Sección de África). En su ensayo sobre el Museo Etnológico de Berlín en la época colonial, publicado en 1986, problematizó la historia colonial de las colecciones de este museo. En su ensayo de 1992 "Wo Rauch ist, da ist auch Feuer" (Donde hay humo, también hay fuego) se ocupó del derecho racial colonial y, en particular, de la prohibición de los matrimonios interraciales. De 1988 a 1989, Essner investigó en El Cairo, con el apoyo de la Fundación Alemana de Investigación, sobre el tema del cólera de los peregrinos del Meka y la política sanitaria internacional en Egipto. 

### Investigación sobre el periodo nazi
De 1990 a 2002, Essner vivió en Berlín y París. Además de dar clases y conferencias allí, colaboró con el etnólogo Edouard Conte en el libro de 1995 La Quête de la race. Una antropología del nazismo. De 1996 a 1999, fue ayudante de investigación en el Instituto de Estudios Históricos de la Universidad Técnica de Berlín en el marco del proyecto de la DFG sobre el sistema de las Leyes de Núremberg 1933-1945 (dirigido por Reinhard Rürup). En 2000, se habilitó en el Instituto de Historia de la Universidad Técnica de Berlín (para Historia Moderna) con esta tesis, centrada en el concepto nazi de los judíos, y publicó la tesis de habilitación en 2002 con el título Las Leyes de Núremberg o la administración de la manía racial (1933-1945).

## Publicaciones

### Monografías
- Deutsche Afrikareisende im 19. Jahrhundert. Zur Sozialgeschichte des Reisens. Steiner, Stuttgart 1985 (Beiträge zur Kolonial- und Überseegeschichte, Bd. 32).
- La Quête de la race. Une anthropologie du nazisme. Paris 1995 (zsm. mit Edouard Conte; 1998 portugiesische Ausgabe, 2000 italienische Ausgabe).
- Die »Nürnberger Gesetze« oder Die Verwaltung des Rassenwahns 1933–1945. Ferdinand Schöningh, Paderborn/München/Wien/Zürich 2002, ISBN 3-506-72260-3 (zugl. Berlin, Techn. Univ., Habil.-Schr., 2000; Digitalisat).
- Antisemitische Bruchstücke. Zehn Geschichten aus dem Dritten Reich. Hans Schiler, Berlin 2014, ISBN 978-3-89930-375-9.
- Schädel, Steine und Studenten. Der vielschichtige Anthropologe Felix von Luschan (1854–1924). Vergangenheitsverlag, Berlin 2023, ISBN 978-3-86408-302-0.
- Zwischen allen Stühlen. Eine Frau in der Geschichtswissenschaft blickt zurück. Éditions Vergangenheitsverlag, Berlin 2024.

### Ensayos (selección)
- Anmerkungen zum Verhältnis von Ethnologie und Kolonialismus in Deutschland. Berlins Völkerkunde-Museum in der Kolonialära. In: Berlin in Geschichte und Gegenwart. Jahrbuch des Landesarchivs. Berlin 1986, S. 65–94.
- Cholera der Mekkapilger und internationale Sanitätspolitik in Ägypten (1866–1938). In: Die Welt des Islams, Bd. 32 (1992), S. 41–82.
- „Wo Rauch ist, da ist auch Feuer“. Zu den Ansätzen eines Rassenrechts für die deutschen Kolonien. In: Wilfried Wagner u. a. (Hg.): Rassendiskriminierung, Kolonialpolitik und ethnisch-nationale Identität. LIT Verlag, Münster/Hamburg 1992, ISBN 3-89473-117-6, S. 145–161.
- Im „Irrgarten der Rassenlogik“. Nordische Bewegung und nationale Frage (1919–1935). In: Historische Mitteilungen, Bd. 7, S. 81–101.
- Qui sera «juif» ? La classification «raciale» nazie des «lois de Nuremberg» à la «conférence de Wannsee». In: Genèses. Sciences sociales et histoire, Bd. 21, 1995, S. 4–28 (Zusammenfassung (französisch, englisch)).
- „Fernehe“, „Leichentrauung“ und „Totenscheidung“. Metamorphosen des Eherechts im Dritten Reich. In: Vierteljahrshefte für Zeitgeschichte, Jg. 44 (1996), S. 201–227 (mit Édouard Conte).
- La ‘Volksgemeinschaft’ e l’esclusione dei ‘diversi’. In: M. Cattaruzza u. a. (Hrsg.): Storia della Shoah. La crisi dell’Europa lo sterminio degli ebrei e la memoria del XX seculo, Band 1. Turin 2002, S. 699–740.
- Nazi anti-Semitism and the Question of “Jewish Blood”. In: D. W. Sabean u. a. (Hrsg.): Kinship and Blood in European Society and Culture. Oxford 2013, S. 227–243.
- Von Windhuk nach Nürnberg? Zur Frage der kolonialen Kontinuität. In: M. Brechtken u. a. (Hrsg.): Die Nürnberger Gesetze – 80 Jahre danach. Göttingen 2017, S. 25–36.